# Phil Leeds
Phil Leeds (New York, 6 aprile 1916 – Los Angeles, 16 agosto 1998) è stato un attore statunitense.

## Filmografia parziale

### Cinema
- Rosemary's Baby - Nastro rosso a New York (Rosemary's Baby), regia di Roman Polański (1968)
- Come ti dirotto il jet (Don't Drink the Water), regia di Howard Morris (1969)
- Won Ton Ton, il cane che salvò Hollywood (Won Ton Ton, the Dog Who Saved Hollywood), regia di Michael Winner (1976)
- La pazza storia del mondo (History of the World, Part I), regia di Mel Brooks (1981)
- Spiagge (Beaches), regia di Garry Marshall (1988)
- Oltre ogni rischio (Cat Chaser), regia di Abel Ferrara (1989)
- Nemici, una storia d'amore (Enemies, A Love Story), regia di Paul Mazursky (1989)
- Ghost - Fantasma (Ghost), regia di Jerry Zucker (1990)
- Paura d'amare (Frankie and Johnny), regia di Garry Marshall (1991)

### Televisione
- The Patty Duke Show – serie TV, 2 episodi (1964-1965)
- Un eroe da quattro soldi (The Hero) – serie TV, episodio 1x08 (1966)
- La strana coppia (The Odd Couple) – serie TV, 3 episodi (1971-1974)
- Maude – serie TV, 4 episodi (1973-1976)
- Happy Days – serie TV, episodio 2x23 (1975)
- Barney Miller – serie TV, 7 episodi (1975-1981)
- Giudice di notte (Night Court) – serie TV, 5 episodi (1984-1992)
- Double Rush – serie TV, 13 episodi (1995)
- Ally McBeal – serie TV, 5 episodi (1997-1998)

## Doppiatori italiani
Nelle versioni in italiano delle opere in cui ha recitato, Phil Leeds è stato doppiato da:
- Giancarlo Padoan in Happy Days
- Adolfo Geri in Starsky & Hutch
- Pietro Biondi in ALF
- Mario Mastria in Oltre ogni rischio
- Vincenzo Ferro in Ghost - Fantasma
- Mario Milita in Amnesia investigativa
- Mino Caprio in Friends
- Raffaele Fallica in Ally McBeal